# Kriengkrai Oonhanun
Kriengkrai Oonhanun (tên tiếng Thái: เกรียงไกร อุณหะนันทน์, sinh ngày 03 tháng 08 năm 1956) là diễn viên gạo cội người Thái Lan. Ông được biết đến qua rất nhiều bộ phim truyền hình Thái Lan chủ yếu là vai người bố, người ông thậm chí là vai phụ..

## Các bộ phim đã từng tham gia

### Phim truyền hình
| Năm  | Tựa                                                                  | Vai                                                      | Đài   |
| ---- | -------------------------------------------------------------------- | -------------------------------------------------------- | ----- |
| 2019 | Wai Sab Saraek Kad 2                                                 | Waithin Uenantawat (bố V)                                | CH3   |
| 2019 | Ruk Jung Aoey Yêu quá trời                                           | Samarn                                                   | CH3   |
| 2018 | Bpee Kaew Nang Hong Tiếng sáo nàng Hong                              | Phraya Pichai Decha                                      | CH3   |
| 2018 | Sa Kao Duen Ánh trăng lung linh                                      | Luang Ratchamaitree                                      | CH7   |
| 2017 | Club Friday Celeb's Stories: Usurp Chiếm đoạt                        | Prom (bố Pook)                                           | GMM25 |
| 2017 | Paragit Ruk Series: Yeut Fah Ha Pigat Ruk                            | Pol.Gen.Vin (Series Sứ mệnh tình yêu)                    | CH7   |
| 2017 | Paragit Ruk Series: Ratchanawee Tee Ruk                              | Pol.Gen.Vin (Series Sứ mệnh tình yêu)                    | CH7   |
| 2017 | Paragit Ruk Series: Meu Brap Jao Hua Jai                             | Pol.Gen.Vin (Series Sứ mệnh tình yêu)                    | CH7   |
| 2017 | Paragit Ruk Series: Niew Hua Jai Sood Glai Puen                      | Pol.Gen.Vin (Series Sứ mệnh tình yêu)                    | CH7   |
| 2017 | Sanaeha Diary Series: Saeb Sanaeha Nhật ký kẻ trộm tình: Đùa tình    | Dr. Arthon Mujlin (bố Pee)                               | OneHD |
| 2017 | Sanaeha Diary Series: Gub Dug Sanaeha Nhật ký kẻ trộm tình: Vay tình | Dr. Arthon Mujlin (bố Pee)                               | OneHD |
| 2017 | Tae Pang Korn Duyên nợ tiền kiếp                                     | Sadet Nai Krom (cha Khun Chai Yai)                       | OneHD |
| 2017 | Ngao Sanaeha                                                         | Konkiat                                                  | CH8   |
| 2016 | We were born in the reign of King Rama IX                            |                                                          | OneHD |
| 2016 | Nakee Nữ thần rắn                                                    | Dr. Supat (bố Thosapol)                                  | CH3   |
| 2016 | Rang Mai Hua Jai Derm Thay tim đổi phận                              | Dr. Chayangkun Chanyanupung (bố Naluntha)                | OneHD |
| 2016 | Cheun Cheewa                                                         | Phraya Pichai Sarayuth                                   | CH7   |
| 2016 | Plerng Naree Nàng công chúa lửa                                      | Vua Ra-Il                                                | CH3   |
| 2016 | Pitsawat Mối hận truyền kiếp                                         | Lieutenant General Akara Chaiwat Bodin/astrologer        | OneHD |
| 2016 | Bussaba Na Talad                                                     | Dr. Pramuk                                               | CH3   |
| 2016 | The Fire Series 2: Talay Fai Biển lửa                                | Anupong Siratrakul / "Pong" (bố Techin)                  | CH7   |
| 2016 | Melodies of life ตอน ภาพลวงตา                                        |                                                          | GMM25 |
| 2016 | Sorry I Love You Xin lỗi, anh yêu em (Thai ver)                      | Anand Angoon Watthana (bố Tong)                          | OneHD |
| 2016 | Chaat Payak                                                          | Khun Phra Pisoot Montree                                 | CH3   |
| 2015 | Fai Lang Fai Ngọn lửa tình yêu                                       | Siri Dechalertrat                                        | CH3   |
| 2015 | Lueam Salub Lai                                                      |                                                          | CH7   |
| 2015 | Neung Nai Suang Mãi mãi một tình yêu                                 | Wit Patcharapochanart (bố Neung)                         | CH3   |
| 2015 | Lom Sorn Ruk Ngọn gió tình yêu                                       | Phasuwat                                                 | CH3   |
| 2014 | Fun Fueng Ảo mộng                                                    | Rut (bố Rattawee)                                        | OneHD |
| 2014 | Yod Chai Nai Tuk Tuk                                                 |                                                          | CH7   |
| 2013 | Anko Kon Ruk Strawberry Vườn dâu tây tình yêu                        | Por Oui Nan Ping                                         | CH3   |
| 2013 | Jaopayu Cuộc chiến gia tài                                           | Siwa Jane Charattrakul (bố Lom)                          | CH5   |
| 2013 | Khun Chai Pawornruj Quý ông nhà Jutathep: Quý cô và chàng ngoại giao | Prince Chatarun Arunrak                                  | CH3   |
| 2013 | Koo Gum Nghiệt duyên                                                 | Bua                                                      | CH5   |
| 2013 | Ruk Roy Laan                                                         | General Chatchawan                                       | CH7   |
| 2013 | Raeng Pradtanaha Tình yêu mong muốn                                  | Nop (bố Krathae)                                         | CH3   |
| 2013 | Buang Wan Wan Xin còn mãi yêu em                                     | Chot                                                     | CH5   |
| 2012 | Nuer Mek 2                                                           | Captain Inthanon                                         | CH3   |
| 2012 | Jao Mae Jum Pen Thần bà bất đắc dĩ                                   | Tot                                                      | CH5   |
| 2012 | Sao Noi Tình khúc đảo thiên thần                                     | Phra Chanchalasai                                        | CH9   |
| 2012 | Leh Roy Ruk                                                          |                                                          | CH3   |
| 2012 | Dok Soke Chuyện tình lọ lem                                          | Sutkhet (ông ngoại Dok Soke)                             | CH5   |
| 2012 | Sao Noy Roy Lem Kwien                                                | Phra Chanchalasai                                        | CH7   |
| 2011 | Roy Mai                                                              | Salaphan                                                 | CH3   |
| 2011 | Karm Wayla Ha Ruk Vượt thời gian đi tìm tình yêu                     | Aphichat (bố Perpim)                                     | CH5   |
| 2011 | Kehas See Dang                                                       | Doctor Phra Sanyapatpisut                                | CH3   |
| 2011 | Duang Tha Sawan                                                      | Thikhamphon                                              | CH3   |
| 2010 | Look Khon                                                            | Sinthai                                                  | CH7   |
| 2010 | Thara Himalaya                                                       | King Wasuthep                                            | CH3   |
| 2010 | Khun Por Whan Whaw                                                   | Suthep                                                   | CH7   |
| 2010 | Ngao Hua Jai                                                         | His Serene Highness Aphinop                              | CH7   |
| 2010 | Hua Jai Ploy Jone Đánh cắp thân phận                                 | Chief Hoi                                                | CH5   |
| 2010 | Sai Soke                                                             |                                                          | CH3   |
| 2010 | Neur Mek                                                             | Captain Inthanon                                         | CH3   |
| 2010 | Roong Rao Tình yêu nghiệt ngã                                        |                                                          | CH3   |
| 2010 | Chaloey Sak Tù nhân cao quý                                          | Minister Ratcharit                                       | CH3   |
| 2009 | Yark Yood Tawan Wai Tee Plai Fah Công chúa và vệ sĩ                  | King Witsnu                                              | CH5   |
| 2009 | Soot Sanaeha Công thức tình yêu                                      | Anan Thipyada (bố Alin)                                  | CH3   |
| 2009 | Fai Chon Saeng                                                       | Chat                                                     | CH3   |
| 2008 | Sanae Nang Ngiew                                                     | Jiang                                                    | CH7   |
| 2008 | Koo Pbuan Olawon                                                     | Sompong                                                  | CH7   |
| 2008 | Khun Noo Taewada                                                     | Wirot                                                    | CH7   |
| 2008 | Thong Nuer Thae                                                      | Pojana                                                   | CH3   |
| 2008 | Awayjee See Chompoo                                                  | Sok                                                      | CH3   |
| 2008 | Artitarn Ruk                                                         | Ongin                                                    | CH5   |
| 2008 | Payak Sao Sab E-Lee                                                  |                                                          | CH3   |
| 2008 | Jam Loey Rak Lửa hận hóa yêu thương                                  | Suphaloek                                                | CH3   |
| 2007 | Mafia Tee Ruk                                                        | Choen Chiang                                             | CH3   |
| 2007 | Leh Kularp                                                           | Major General Tappa                                      | CH3   |
| 2007 | Yod Katanyoo                                                         |                                                          | CH3   |
| 2006 | Talay Rissaya Khát vọng giàu sang                                    | Namngern (bố Sailom)                                     | CH5   |
| 2006 | Khun Chai Rai Lem Gwean                                              | Tan Chai Baworndej                                       | CH3   |
| 2006 | Kaew Tah Pee Chàng tỷ phú mù                                         | Netiwit                                                  | CH3   |
| 2006 | Khing Kor Rar Khar Kor Rang Oan gia cay nồng                         | Saranat (bố Pawee)                                       | CH7   |
| 2006 | Sai Lom Gub Sam Rouw                                                 | Liap                                                     | CH7   |
| 2005 | Kadee Ded Haed Haeng Ruk                                             | Police General Niphon                                    | CH7   |
| 2005 | Rak Lamoon Loon Lamai                                                |                                                          | CH3   |
| 2005 | Neung Nai Suang Tình vô tận                                          | Wit Patcharapochanart (bố Neung)                         | CH3   |
| 2005 | Tae Pang Korn Duyên nợ tiền kiếp                                     | Sadet Nai Krom (cha Khun Chai Yai)                       | CH3   |
| 2005 | Kol Luang Ruk                                                        | Weerapat                                                 | CH7   |
| 2005 | Ban Roi Dok Mai                                                      | Krerk                                                    | CH7   |
| 2005 | Kaew Lerm Korn                                                       | Jao Wooraman                                             | CH5   |
| 2005 | Khun Ya Dot Com                                                      | Than Toot Sakda                                          | CH3   |
| 2004 | Rattamanee                                                           |                                                          | CH3   |
| 2004 | Keng Mai Keng Mai Kaew                                               |                                                          | CH3   |
| 2004 | Glub Ban Rao Na...Ruk Ror Yoo                                        | Chai                                                     | CH7   |
| 2004 | Rissaya                                                              | Nop                                                      | CH3   |
| 2004 | Chaluey Barb                                                         | [Kosit's father]                                         | CH7   |
| 2003 | Gawao Tee Barngpleng                                                 | Somsak                                                   | CH3   |
| 2002 | Fai Lang Fai Ngọn lửa tình yêu                                       | Siri Dechalertrat                                        | CH3   |
| 2001 | Samee Teetra Người chồng tuyệt vời                                   | Krit Thebtad (bố Karat)                                  | CH3   |
| 2001 | Kamin Gub Poon                                                       | Pranithit-Rukthamasathit                                 | CH3   |
| 2000 | Dok Kaew Karabuning                                                  | Annuk Oonhanun                                           | CH3   |
| 2000 | Yord Cheewun                                                         |                                                          | CH3   |
| 2000 | Kon Kong Pandin                                                      | [Father of Indira & Anon / President of the Labor Union] | CH3   |
| 1999 | Khun Chai                                                            | Khun Maha                                                | CH7   |
| 1999 | เทิดเกียรติชุดใต้แสงตะวัน                                                  |                                                          | CH7   |
| 1996 | ไม้อ่อน                                                                |                                                          | CH3   |
| 1995 | Sa Kao Duen                                                          | Tan Chai Sadayu                                          | CH3   |
| 1995 | Plao Nee Num                                                         | Nuaypoon                                                 | CH3   |
| 1995 | Nang Ai Chuyện tình Nangthip                                         | Denchart Anothai (bố Nang)                               | CH3   |
| 1994 | Tookata Rerng Rabum                                                  | Anant                                                    | CH3   |
| 1994 | Kor Hai Ruk Rao Nan Nirundon                                         |                                                          | CH3   |
| 1993 | Dong Poo Dee                                                         | Pit Roongprai / Chawan Surabordin                        | CH3   |
| 1993 | Namta Yot Sudtai                                                     |                                                          | CH3   |
| 1992 | Nai Fun                                                              | Prince Sophna                                            | CH3   |
| 1992 | Kleun Sat Jai                                                        | Pakinai                                                  | CH3   |
| 1991 | Nakkarad                                                             | M.R. Rangsri                                             | CH3   |
| 1990 | Katanyu Prakasit                                                     |                                                          | CH3   |
| 1990 | Mae Lao Luerd                                                        |                                                          | CH3   |
| 1989 | Dok Fah Lae Dome Poo Jong Hong                                       |                                                          | CH3   |
| 1988 | Rattanawadee                                                         | Danaiwattana                                             | CH3   |
| 1988 | Lai Hong Kẻ bội tình                                                 | Anon                                                     | CH3   |
| 1988 | Khon Rerng Muang                                                     | Dr. Pinit                                                | CH3   |
| 1987 | Fai Sanaeha                                                          |                                                          | CH3   |

### Phim điện ảnh
| Năm  | Tựa                                     | Vai                        |
| ---- | --------------------------------------- | -------------------------- |
| 2016 | U-Turn                                  |                            |
| 2015 | Mae Bia Mãng xà                         | Mr. Sujin                  |
| 2013 | Jan Dara: The Finale Jan Dara - Hồi kết | H.R.H Prince               |
| 1990 | Nang Eye                                | Denchart Anothai [bố Nang] |
| 1990 | Sir Ghost                               |                            |
| 1989 | Fallen Angel                            |                            |
| 1989 | Proong Nee Chun Ja Rak Khun             | Pranart                    |
| 1988 | Talard Promjaree                        | Kaem                       |
| 1988 | U & Me 2                                |                            |
| 1988 | Koo Gum                                 | Dr. Takeda                 |
| 1987 | U & Me                                  |                            |
| 1987 | Mia Nok Hua Jai Ái tình và thù hận      |                            |
| 1986 | Raeng Hueng                             | Janepope / "Pope"          |
| 1986 | Legal Wife Cuộc chiến với nhân tình     | Puchong                    |
| 1985 | Rattanawadee                            | Danaiwattana               |
| 1982 | Prissana                                | Taan Chai Puthpreecha      |